# Empire Earth
Az Empire Earth egy valós idejű stratégiai játék, amit a Stainless Steel Studios fejlesztett, és a Sierra Entertainment adott ki (Európában) 2001. november 23-án. Ez volt az első rész az Empire Earth sorozatban. A játék hasonló az Age of Empireshöz. A játék teljes szinkront kapott, az egységek magyarul reagálnak a parancsokra, utasításokra. A hadjáratok fő szinkronszínésze Láng Balázs.

## Korszakok
A játék korszakokra bontható, ha a játékosnak van elegendő nyersanyaga, továbbléphet a következő korba.
Az alábbi korszakok szerepelnek a játékban:
1. Őskorszak (i. e. 500 000–50 000)
2. Kőkorszak (i. e. 50 000–5000)
3. Rézkorszak (i. e. 5000–2000)
4. Bronzkorszak (i. e. 2000–0)
5. Sötét korok (0–900)
6. Középkor (900–1300)
7. Reneszánsz (1300–1500)
8. Birodalmi kor (1500–1700)
9. Iparosodás kora (1700–1914)
10. Atomkor - I. világháború (1914–1939)
11. Atomkor - II. világháború (1939–1946)
12. Atomkor - Legújabb kor (1946–2000)
13. Digitális kor (2000–2100)
14. Nanokor (2100–2200)[1]

## Hadjáratok
|  | Alább a cselekmény részletei következnek! |

Grigor II. és Molotov, az orosz kampány hősei.

Az Empire Earth egy oktatóhadjárattal és 4 fő kampánnyal rendelkezik:

### Oktató hadjárat

#### 1. Az alapok (i. e. 3000–2000)
(The Basics)
A játékos megtanulja a játék irányításainak alapjait, többek közt nyersanyagok gyűjtését, majd megalapítja Türoszt.

#### 2. Fejlődés és fejlesztés (i. e. 2000–1100)
(Advancement and Improvement)
A játékos elsajátítja az új korszakba lépést, fejlesztések megvásárlását, vadállatok legyilkolását és civilizációs pontok gyűjtését illetve felhasználását.

#### 3. Élelemgyűjtés és gazdaság (i. e. 1100–1000)
(Food Gathering and Economy)
A játékos elsajátítja a vadászat és aranybányászat alapjait.

#### 4. Építkezés (i. e. 814–750)
(Building Up)
A játékos felépít egy várost, településekből városközpontokat és Capitolium-okat fejleszt.

#### 5. Támadás és védekezés (i. sz. 320–350)
(Combat and Defense)
A játékos kiépíti az újdonsült Bizánci Birodalom fővárosát, Konstantinápolyt, hadsereget gyárt, megvédi a várost az iszauriaiak támadásaitól, majd megostromolja Nikomédiát.

#### 6. Papok és próféták (400–450)
(Priests and Prophets)
A játékos papok révén ellenségeket térít át, illetve próféták segítségével természeti katasztrófákat és betegségeket szabadít el.

#### 7. Különleges épületek (530–550)
(Specialized buildings)
A játékos különleges épületeket épít, tanul róluk, illetve a hajókról is szó esik.

#### 8. Hősök és taktikák (536–800)
(Heroes and Combat skills)
A játékos elsajátítja a katonai egységek fejlesztését, a hősök képzését és használatát.

### Görög hadjárat
Görögország alapítását és terjeszkedését vezetheti a játékos. A kampány kezdő hősei Héráklész és Kalkasz. Az első öt pálya (az összes nyolcból) az ókori Görögország felemelkedésére összpontosít. A történet a korai, anatóliai hellén népről szól, majd a trójai háborúról és Athén felemelkedéséről Attika egyesítése révén, valamint a peloponnészoszi háború első éveiről. Vannak kitalált elemek is (például a trójai faló, amelyet a görög istenek adnak az ithakáiaknak). A kampány hatodik forgatókönyve Nagy Sándor életéről szól. Ez a rész Sándor trónra lépéséről és a Korinthoszi Szövetség létrejöttéről szól Thébai, Athén és Spárta lázadásának leverésével. A következő forgatókönyv a granikoszi és az isszoszi csatáról, valamint Türosz ostromáról szól. A végső forgatókönyv a gaugamélai csata, Babilon elfoglalása és a perzsa kapukért vívott csata, egy hegyszoros, amelyen túl Perszepolisz, a Perzsa Birodalom fővárosa terül el. A hadjárat akkor ér véget, amikor Sándor és serege belép Perszepoliszba, és Sándornak sikerül megszöknie egy merénylet elől, miközben meglátogatja Xerxész sírját.

#### 1. Hellász ősi népe (i. e.10 000–2000)
(The Early Helladic People)
Heraklész és Kalkasz, felismerve, hogy anatóliai szállásuk többé már nem alkalmas törzsük túlélésére úgy döntenek, hogy át kell kelniük a nyugati tengeren Thesszáliába.

#### 2. Harcosokat hoz a tenger (i. e. 2000–1500)
(Warriors From The Sea)

#### 3. A trójai háború (i. e. 1300–1100)
(The Trojan War)

#### 4. Athén felemelkedése (i. e. 1000–500)
(The Rise of Athens)

#### 5. A peloponneszoszi háború (i. e. 427–404)
(The Peloponnesian Wars)

#### 6. Az ifjú Sándor (i. e. 336–334)
(Young Alexander)

#### 7. Hódító születik (i. e. 334–332)
(A Conqueror Is Born)

#### 8. Nagy Sándor könnyei (i. e. 332–330)
(And Alexander Wept)

### Brit hadjárat
Az angol hadjárat Anglia és Franciaország küzdelméről szól. Az első három pálya (összesen nyolcból) az angol I. Vilmosról, a bárók lázadása elleni győzelméről szól I. Henrik francia segítségével 1047-ben, valamint az 1066-os hastingsi csatáról. A következő három forgatókönyv a következő időszakban játszódik: a százéves háború Anglia és Franciaország között; Eduárd, a Fekete Herceg és franciaországi rajtaütései a negyedik és ötödik pályán szerepelnek. A hatodik pálya V. Henrik angol király történetéről szól, néhány rész William Shakespeare darabja alapján. Az első rész Lollards belső nyugtalansága, míg a második rész Harfleur megszállását és az agincourt-i csatát mutatja be. Az utolsó két pályát Arthur Wellesley, Wellington hercege vezeti, aki találkozik I. Napóleon francia császárral a rolicai, talaverai és waterlooi csatákban.

#### 1. Az ifjú Vilmos visszatér (1040)
(The Return of Young William)

#### 2. Vilmos, Normandia hercege (1047)
(William, Duke of Normandy)

#### 3. A hastings-i csata (1066)
(Battle of Hastings)

#### 4. A százéves háború kezdete (1340–1346)
(The Hundred Years' War Begins)

#### 5. A fekete herceg (1356)
(The Black Prince)

#### 6. Egy falka testvér (1414–1415)
(We Band of Brothers)

#### 7. Háború Napóleon ellen (1808–1814)
(The War Against Napoleon)

#### 8. A waterloo-i csata (1815)
(The Battle of Waterloo)

### Német hadjárat
Németország irányítása az első és második világháború idején. A kampány kezdő hősei Manfred von Richthofen és Holck gróf.
A német hadjáratban az első négy pálya – az összesen hétből – az első világháború idején játszódik, és Manfred von Richthofen, a Vörös Báró szerepel benne. A játékos követi Richthofen repülésének korai napjait és a „repülő cirkusz” fejlődését. Az első küldetés során Richthofent és társát, Holck grófot biztonságos területre kell irányítani, miután repülőgépüket 1915-ben lelőtték Lengyelország felett, de a későbbi küldetések során Richthofen kisebb szereplővé lép hátra. A következő három küldetésben a játékos védi a hadianyag-szállítmányokat Németországba, irányítja a német erőket a verduni csatában, és irányítja a tavaszi offenzívát a második somme-i csatában.
A három küldetésből álló második rész a Harmadik Birodalommal és a második világháború első éveivel foglalkozik Európában. Az első jelenet a villámháborút mutatja be, amelyben a játékosnak meg kell hódítania Lengyelországot, Skandinávia országait és Franciaországot, mielőtt egy amerikai-szovjet szövetség ezt lehetetlenné tenné. A következő küldetés a német tengeralattjáró- és tengeri blokáddal foglalkozik, valamint az angliai csatával, amelyben a Bismarck csatahajó által vezetett Kriegsmarine felszíni flotta áll szemben a brit hazai flottával. Az utolsó forgatókönyvben – a soha meg nem próbált Oroszlánfóka hadműveletben – a játékos vezeti a német erőket a brit invázióban Erwin Rommel tábornagy vezetésével, végül az Egyesült Királyságot a Nagynémet Birodalomhoz csatolja, és meghiúsítja az Egyesült Államok 5. hadműveletének meglepetésszerű támadását.

#### 1. Repülő katonák (1915 nyara)
(Cavalry of the Sky)

#### 2. Szállítmány és szükséglet (1915–1916 tele)
(Supply and Demand)

#### 3. A Vörös Báró (1916 tavasza)
(The Red Baron)

#### 4. A Somme folyónál (1918)
(The Somme)

#### 5. Villámháború (1939–1940)
(Lightning Warfare)

#### 6. Készülődés a megszállásra (1940)
(Preparations for Invasion)

#### 7. Az Oroszlánfóka hadművelet (1941)
(Operation 'Sea Lion')

### Orosz hadjárat
Az orosz kampány története 2018-ban, Voronyezsben kezdődik, amikor az orosz politikai disszidens, Grigor Iljanics Sztojanovics egy totális polgárháború felé indul Volgográdból, amit a moszkvai Kreml hatalomátvétele, majd Novaja Rosszija kikiáltása követ. A második forgatókönyv arról szól, hogy Európa sikertelen kísérletet tett Novaja Rosszija elnyomott lakosságának felszabadítására, és Oroszország meghódítja a kontinenst. A harmadik forgatókönyvben az immár öreg Grigor robottestőrét nevezi ki utódjának, lever egy moszkvai puccsot a hűséges erők segítségével, ám végül szívproblémái miatt meghal.
Grigor II (tulajdonképpen II. Grigor) alatt a Novaja Rosszija Kína megszállásával és leigázásával folytatja világhódítását. Kína időgépet épített, de az orosz erők megsemmisítik azt, kis híján elhárítva az időparadoxont. Ekkorra a Novaja Rosszija birtokolja Eurázsia nagy részét. Az utolsó előtti forgatókönyv szerint az Egyesült Államok 2098-as inváziója során Szergej Molotov tábornok végre rájön, hogy Grigor II megőrült a hatalomtól, és ahelyett, hogy követné a Kuba teljes lakosságának kiirtására irányuló parancsot, dezertál. Molly Ryan amerikai ügynökkel együttműködve újra életbe lépteti a kínai tervet, megépít egy időgépet, és visszatér 2018-ba, hogy helyreállítsa a dolgokat. Alig néhány perc késéssel érkeztek, mivel Grigor már elhagyta Voronyezst. Ezenkívül Grigor II megvalósította terveit, és bevette az időgépet, megerősítve Volgográdot egy jelentős kibernetikus haderővel.

#### 1. A Krokodil (2018)
(The Crocodile)
Grigor Iljanics Sztojanovicsra, a 2018-ban az Usi Párt színeiben a választásokon alulmaradt ellenzéki politikusra már régóta vadásznak az orosz rendőrök. Grigor nagy álma, hogy Novaja Rosszija, az Új Oroszország, amely a Szovjetunió méltó utódaként szerepel tervei közt valóra váljon. Voronyezsben azonban tetten is akarja őt érni a rendvédelem, és le is zárják a várost, hogy letartóztathassák. Grigor egyik ismerőse révén kijut a városból, és a közeli Volgográdban átveszi a hatalmat. Ekkor döbben rá, hogy a féktelen orosz korrupció miatt három új ellenséggel – egyben potenciális szövetségessel – is szembe kell néznie: Rosztov és Szaratov, illetve az ukrajnai Doneck önkormányzatai komoly konfliktusban állnak az orosz kormánnyal.

#### 2. Novaja Rosszija (2035)
(Novaya Russia)
2023 nyarára Moszkvát is elfoglalta Grigor, aki egy évtizeden át torolta meg az elvesztett választások és a sikertelen puccs kettős megaláztatását. Ezt követően újabb terjeszkedésre vetemedett: Nyugat-Európa és Ukrajna területét akarja megszerezni. Ehhez el kell foglalnia három főváros, Koppenhága, Oslo és Kijev közül kettőt. Eközben a brit csapatok készen állnak arra, hogy a kontinentális Európa partjait elérve egyenesen Moszkva felé masírozzanak és véget vessenek a Grigor-féle rezsimnek. A Moszkvától délkeletre lévő Kujbisev városa fellázadt Novaja Rosszija ellen, így az új vezetésnek ezt a zendülést is le kell vernie, ha biztosítani akarja országa jövőjét. Grigor végül találkozik Szeptimusz professzorral, aki egy különös találmányát mutatja be neki…

#### 3. Őrségváltás (2064)
(Changing of the Guard)
Miután meghódította és uralma alá hajtotta az egész kontinentális Európát, Grigor kijelöli utódjául Szeptimusz találmányát, amelyet Grigor II-nek nevez el. Moszkvában kitör a lázadás, négy korábbi hadvezére (Kulenka tengernagy, Kolcsov generális, Palutkin marsall, Jukov generális) pedig államcsínyt tervez ellene. Az árulás vérbe fojtása után Grigor holtan esik össze.

#### 4. Kelet ékköve (2092)
(Jewel in the East)
Grigor II első küldetése Kínába vezet. Paotou (Baotou) településre betörve át kell venni a hatalmat a kibergyárak felett, majd Hszian (Xi'an) városából el kell lopni a kínaiak technológiai vívmányait. Összesen nyolc darab, részben Tiencsinben és Csengcsouban található kibergyárat kell áttéríteni papok segítségével – arra azonban figyelni kell, hogy egyetem közelében lehetetlen áttéríteni egységeket. A kínaiak eközben Pekingben megépítik az időgépet, Molotov pedig el kell pusztítsa azt. A robbanásban súlyos, életveszélyes sérüléseket szerez, azonban Grigor II parancsára gépalkatrészekkel pótolják elveszített testrészeit, így kiborgként tovább élhet.

#### 5. Fordul a kocka (2097)
(A Change of Heart)
Hispaniola szigetén, Port-au-Princenél partraszállva Kuba ellen indít támadást Molotov, Grigor II közvetlen parancsára. Amikor Molotov kétségbe vonja Grigor II stratégiáját, a robot megsemmisíti az összes partraszálló hajót; Molotovnak és társainak nincs más lehetősége, mint elfoglalni Kubát. Molotov támadás előtt közvetlenül rádión kapcsolatba lép a kubaiakkal, és megadásra szólítja fel őket. Egy amerikai nő, aki  Molly-ként mutatkozik be közli vele, hogy tűnjenek el Kubából, mert az Egyesült Államok nem hagyja veszni egyik legfontosabb szövetségesét. Grigor felkéri Molotovot, hogy irtsa ki Kuba lakosságát (a történet szerint ekkor 18 millió fő), mivel túl sok ember ahhoz, hogy irányítani lehessen őket, ugyanakkor túl kevés, hogy hasznot hozzanak Novaja Rosszijának. Molotov nem engedelmeskedik a parancsnak, és meglátogatja ellenfelét, Molly-t, akitől katonáit hátrahagyva segítséget kér. A páros Miamit irányítása alá vonja, eközben korábbi csapata ellene fordul, árulónak bélyegzik meg. Végül visszafoglalják Kubát, ahol megépítik az Időgépet, a kínaiak tervei alapján. 5 óra alatt töltődik fel az időgép, ezalatt Grigor az utolsó térségben levő egységeit is annak elpusztítására irányítja.

#### 6. Kellemetlen déja vu (2018)
(A Bad Case of Déjá Vu)
Molly Ryan és Molotov visszamennek az időben Voronyezsbe, Grigor hatalomátvételéhez, és megpróbálják megakadályozni azt. Azonban Grigor II megelőzte őket, és számít a támadásukra. Eljött a végső leszámolás ideje.
|  | Itt a vége a cselekmény részletezésének! |

| Szerző        | Értékelés |
| ------------- | --------- |
| IGN           | 8.5/10    |
| GameSpy       | 94/100    |
| GameSpot      | 7.9/10    |
| Game Rankings | 82%       |

## Fogadtatása
A játék fogadtatása meglepte a kiadót, nem számítottak ekkora sikerre. Az Empire Earth: A hódítás művészete című kiegészítő megjelenésére már több mint 1 millió eladott Empire Earth volt világszerte. A sorozat fejlesztését átvevő Mad Doc Software nem tudta megismételni az első rész hihetetlen sikerét. A második viszonylag nagy sikert ért el. A harmadik rész viszont teljes pénzügyi bukás lett, azóta sem jelent meg új rész. 2008-ban a Mad Doc Software-t felvásárolta a Rockstar Games.

## Fordítás
Ez a szócikk részben vagy egészben  az   Empire Earth című angol Wikipédia-szócikk fordításán alapul.  Az eredeti cikk szerkesztőit annak laptörténete sorolja fel. Ez a jelzés csupán a megfogalmazás eredetét és a szerzői jogokat jelzi, nem szolgál a cikkben szereplő információk forrásmegjelöléseként.